# Turó de l'Avi
El Turó de l'Avi és una muntanya de 356 metres que es troba al municipi de Santa Cristina d'Aro, a la comarca catalana del Baix Empordà.